# Bahnstrecke Oberhausen–Arnhem
| Bahnstrecke Oberhausen–Arnhem | |                                                                      |                                                                      |
| Streckennummer (DB): | 2270 (Oberh. – Emmerich Grenze)                                                                       |                                                                      |                                                                      |
| Kursbuchstrecke (DB): | 420                                                                                                   |                                                                      |                                                                      |
| Kursbuchstrecke: | 235b (Emmerich – Wesel 1946) 235 (Wesel – Oberhausen Hbf 1946) 235d (Sterkrade – Oberhausen Hbf 1946) |                                                                      |                                                                      |
| Streckenlänge: | 92 km                                                                                                 |                                                                      |                                                                      |
| Spurweite: | 1435 mm (Normalspur)                                                                                  |                                                                      |                                                                      |
| Stromsystem: | Arnhem–Zevenaar: 1500 V =                                                                             |                                                                      |                                                                      |
| Stromsystem: | Zevenaar–Elten: 25 kV 50 Hz ~ Elten–Oberh.: 15 kV 16,7 Hz ~                                           |                                                                      |                                                                      |
| Streckengeschwindigkeit: | 160 km/h                                                                                              |                                                                      |                                                                      |
| | |                                                                      |                                                                      |
| \| \| \| Strecke von Amsterdam \| \| \| \| \| Strecke von Nijmegen \| \| \| \| 91,931 \| Arnhem Centraal \| Arnhem Centraal \| \| \| 93,200 \| Arnhem Velperpoort \| Arnhem Velperpoort \| \| \| \| Strecke nach Zwolle \| \| \| \| \| von und nach Arnhem Goederen \| \| \| \| 95,900 \| Fort Westervoort \| Fort Westervoort \| \| \| \| Brücke bei Westervoort (IJssel) \| \| \| \| 96,900 \| Oostzijde Brug \| Oostzijde Brug \| \| \| 97,623 \| Westervoort \| Westervoort \| \| \| 101,280 \| Duiven \| Duiven \| \| \| 102,800 \| Groessen \| Groessen \| \| \| 105,938 \| Zevenaar \| Zevenaar \| \| \| \| Strecke nach Winterswijk \| \| \| \| 107,200 \| Systemwechsel 1500 V = / 25 kV ~ \| Systemwechsel 1500 V = / 25 kV ~ \| \| \| \| Betuweroute von Rotterdam \| \| \| \| 107,700 \| Zevenaar Oost \| Zevenaar Oost \| \| \| 110,100 \| Babberich \| Babberich \| \| \| 111,02672,613 \| Emmerich Grenze zwischen D und NL \| Emmerich Grenze zwischen D und NL \| \| \| 69,400 \| Emmerich-Elten \| Emmerich-Elten \| \| \| \| ehem. zum Trajekt nach Kleve \| \| \| \| 67,2~7 \| Systemwechsel 25 kV ~ / 15 kV ~ \| Systemwechsel 25 kV ~ / 15 kV ~ \| \| \| 65,320 \| Hüthum (Bk) \| Hüthum (Bk) \| \| \| \| ehem. Staatsgrenze D / NL (1949–1963) \| \| \| \| 60,800 \| Emmerich \| Emmerich \| \| \| 54,600 \| Praest \| Praest \| \| \| 50,400 \| Millingen (Kr Rees) \| Millingen (Kr Rees) \| \| \| 48,700 \| Empel-Rees \| Empel-Rees \| \| \| \| ehem. Strecke nach Bocholt \| \| \| \| 44,800 \| Haldern (Rheinl) \| Haldern (Rheinl) \| \| \| 39,100 \| Mehrhoog \| Mehrhoog \| \| \| 34,400 \| Diersfordt \| Diersfordt \| \| \| 31,000 \| Kanonenberge \| Kanonenberge \| \| \| 29,300 \| Wesel-Feldmark \| Wesel-Feldmark \| \| \| \| Strecke von Bocholt \| \| \| \| \| ehem. Strecke von Venlo \| \| \| \| \| Weseler Hafenbahn \| \| \| \| 26,700 \| Wesel \| Wesel \| \| \| \| Anschlussgleis RWE (ehem. bis Haltern) \| \| \| \| \| Lippe \| \| \| \| \| ehem. Strecke nach Duisburg-Walsum \| \| \| \| \| Wesel-Datteln-Kanal \| \| \| \| \| \| \| \| \| 23,300 \| Friedrichsfeld (Niederrhein) (seit 2024 vorübergehend außer Betrieb) \| Friedrichsfeld (Niederrhein) (seit 2024 vorübergehend außer Betrieb) \| \| \| \| \| \| \| \| \| \| \| \| \| 22,450 \| Friedrichsfeld (Niederrhein) (vorübergehende Station seit 2024) \| Friedrichsfeld (Niederrhein) (vorübergehende Station seit 2024) \| \| \| \| \| \| \| \| 19,800 \| Voerde (Niederrhein) Üst \| Voerde (Niederrhein) Üst \| \| \| 18,800 \| Voerde (Niederrhein) \| Voerde (Niederrhein) \| \| \| 13,900 \| Dinslaken \| Dinslaken \| \| \| 7,700 \| Oberhausen-Holten \| Oberhausen-Holten \| \| \| 4,200 \| Oberhausen-Sterkrade \| Oberhausen-Sterkrade \| \| \| \| Strecke nach Oberhausen-Osterfeld \| \| \| \| \| ehem. Strecke DU-Ruhrort–OB-Osterfeld \| \| \| \| \| Strecke von Oberhausen-Osterfeld \| \| \| \| \| Emscher \| \| \| \| \| Walsumbahn von Wesel \| \| \| \| 1,400 \| Oberhausen Hbf Obn (Bft) \| Oberhausen Hbf Obn (Bft) \| \| \| \| Rhein-Herne-Kanal \| \| \| \| \| Güterstrecke Oberhausen West – OB Walzwerk \| \| \| \| \| Güterstrecke OB Mathilde – Bottrop Süd \| \| \| \| \| Güterstrecke OB West/Mathilde–Essen-Altenessen \| \| \| \| \| Güterstrecke von Oberhausen West \| \| \| \| -0,100 \| Oberhausen Hbf \| Oberhausen Hbf \| \| \| \| Strecke nach Duisburg-Ruhrort \| \| \| \| \| Strecke nach Mülheim-Styrum \| \| \| \| \| Stammstrecke nach Duisburg \| \| \| \| \| \| \| \| Quellen: [1][2] \| \| \| \| | |                                                                      |                                                                      |
| Strecke | | Strecke von Amsterdam                                                | Strecke von Amsterdam                                                |
| Abzweig geradeaus und von rechts | | Strecke von Nijmegen                                                 | Strecke von Nijmegen                                                 |
| Bahnhof | 91,931                                                                                                | Arnhem Centraal                                                      | Arnhem Centraal                                                      |
| Haltepunkt / Haltestelle | 93,200                                                                                                | Arnhem Velperpoort                                                   | Arnhem Velperpoort                                                   |
| Abzweig geradeaus und nach links | | Strecke nach Zwolle                                                  | Strecke nach Zwolle                                                  |
| Abzweig geradeaus, nach rechts und von rechts | | von und nach Arnhem Goederen                                         | von und nach Arnhem Goederen                                         |
| ehemaliger Haltepunkt / Haltestelle | 95,900                                                                                                | Fort Westervoort                                                     | Fort Westervoort                                                     |
| Brücke über Wasserlauf | | Brücke bei Westervoort (IJssel)                                      | Brücke bei Westervoort (IJssel)                                      |
| ehemaliger Haltepunkt / Haltestelle | 96,900                                                                                                | Oostzijde Brug                                                       | Oostzijde Brug                                                       |
| Haltepunkt / Haltestelle | 97,623                                                                                                | Westervoort                                                          | Westervoort                                                          |
| Haltepunkt / Haltestelle | 101,280                                                                                               | Duiven                                                               | Duiven                                                               |
| ehemaliger Haltepunkt / Haltestelle | 102,800                                                                                               | Groessen                                                             | Groessen                                                             |
| Bahnhof | 105,938                                                                                               | Zevenaar                                                             | Zevenaar                                                             |
| Abzweig geradeaus und nach links | | Strecke nach Winterswijk                                             | Strecke nach Winterswijk                                             |
| Kilometer-Wechsel | 107,200                                                                                               | Systemwechsel 1500 V = / 25 kV ~                                     | Systemwechsel 1500 V = / 25 kV ~                                     |
| Abzweig geradeaus und von rechts | | Betuweroute von Rotterdam                                            | Betuweroute von Rotterdam                                            |
| Dienststation / Betriebs- oder Güterbahnhof | 107,700                                                                                               | Zevenaar Oost                                                        | Zevenaar Oost                                                        |
| ehemaliger Haltepunkt / Haltestelle | 110,100                                                                                               | Babberich                                                            | Babberich                                                            |
| Grenze | 111,02672,613                                                                                         | Emmerich Grenze zwischen D und NL                                    | Emmerich Grenze zwischen D und NL                                    |
| Haltepunkt / Haltestelle | 69,400                                                                                                | Emmerich-Elten                                                       | Emmerich-Elten                                                       |
| Abzweig geradeaus und ehemals nach rechts | | ehem. zum Trajekt nach Kleve                                         | ehem. zum Trajekt nach Kleve                                         |
| Kilometer-Wechsel | 67,2~7                                                                                                | Systemwechsel 25 kV ~ / 15 kV ~                                      | Systemwechsel 25 kV ~ / 15 kV ~                                      |
| ehemalige Blockstelle | 65,320                                                                                                | Hüthum (Bk)                                                          | Hüthum (Bk)                                                          |
| ehemaliger Grenze | | ehem. Staatsgrenze D / NL (1949–1963)                                | ehem. Staatsgrenze D / NL (1949–1963)                                |
| Bahnhof | 60,800                                                                                                | Emmerich                                                             | Emmerich                                                             |
| Haltepunkt / Haltestelle | 54,600                                                                                                | Praest                                                               | Praest                                                               |
| Haltepunkt / Haltestelle | 50,400                                                                                                | Millingen (Kr Rees)                                                  | Millingen (Kr Rees)                                                  |
| Bahnhof | 48,700                                                                                                | Empel-Rees                                                           | Empel-Rees                                                           |
| Abzweig geradeaus und ehemals nach links | | ehem. Strecke nach Bocholt                                           | ehem. Strecke nach Bocholt                                           |
| Haltepunkt / Haltestelle | 44,800                                                                                                | Haldern (Rheinl)                                                     | Haldern (Rheinl)                                                     |
| Bahnhof | 39,100                                                                                                | Mehrhoog                                                             | Mehrhoog                                                             |
| ehemaliger Haltepunkt / Haltestelle | 34,400                                                                                                | Diersfordt                                                           | Diersfordt                                                           |
| ehemaliger Dienststation / Betriebs- oder Güterbahnhof | 31,000                                                                                                | Kanonenberge                                                         | Kanonenberge                                                         |
| Haltepunkt / Haltestelle | 29,300                                                                                                | Wesel-Feldmark                                                       | Wesel-Feldmark                                                       |
| Abzweig geradeaus und von links | | Strecke von Bocholt                                                  | Strecke von Bocholt                                                  |
| Abzweig geradeaus und ehemals von rechts | | ehem. Strecke von Venlo                                              | ehem. Strecke von Venlo                                              |
| Abzweig geradeaus und von rechts | | Weseler Hafenbahn                                                    | Weseler Hafenbahn                                                    |
| Bahnhof | 26,700                                                                                                | Wesel                                                                | Wesel                                                                |
| Abzweig geradeaus und nach links | | Anschlussgleis RWE (ehem. bis Haltern)                               | Anschlussgleis RWE (ehem. bis Haltern)                               |
| Brücke über Wasserlauf | | Lippe                                                                | Lippe                                                                |
| Abzweig geradeaus und ehemals nach rechts | | ehem. Strecke nach Duisburg-Walsum                                   | ehem. Strecke nach Duisburg-Walsum                                   |
| Brücke über Wasserlauf | | Wesel-Datteln-Kanal                                                  | Wesel-Datteln-Kanal                                                  |
| | |                                                                      |                                                                      |
| ehemaliger Haltepunkt / Haltestelle | 23,300                                                                                                | Friedrichsfeld (Niederrhein) (seit 2024 vorübergehend außer Betrieb) | Friedrichsfeld (Niederrhein) (seit 2024 vorübergehend außer Betrieb) |
| | |                                                                      |                                                                      |
| | |                                                                      |                                                                      |
| Bahnhof | 22,450                                                                                                | Friedrichsfeld (Niederrhein) (vorübergehende Station seit 2024)      | Friedrichsfeld (Niederrhein) (vorübergehende Station seit 2024)      |
| | |                                                                      |                                                                      |
| Überleitstelle / Spurwechsel | 19,800                                                                                                | Voerde (Niederrhein) Üst                                             | Voerde (Niederrhein) Üst                                             |
| Haltepunkt / Haltestelle | 18,800                                                                                                | Voerde (Niederrhein)                                                 | Voerde (Niederrhein)                                                 |
| Bahnhof | 13,900                                                                                                | Dinslaken                                                            | Dinslaken                                                            |
| Haltepunkt / Haltestelle | 7,700                                                                                                 | Oberhausen-Holten                                                    | Oberhausen-Holten                                                    |
| Bahnhof | 4,200                                                                                                 | Oberhausen-Sterkrade                                                 | Oberhausen-Sterkrade                                                 |
| Abzweig geradeaus, nach links und ehemals nach rechts | | Strecke nach Oberhausen-Osterfeld                                    | Strecke nach Oberhausen-Osterfeld                                    |
| Kreuzung geradeaus unten (Querstrecke außer Betrieb) | | ehem. Strecke DU-Ruhrort–OB-Osterfeld                                | ehem. Strecke DU-Ruhrort–OB-Osterfeld                                |
| Abzweig geradeaus und von links | | Strecke von Oberhausen-Osterfeld                                     | Strecke von Oberhausen-Osterfeld                                     |
| Brücke über Wasserlauf | | Emscher                                                              | Emscher                                                              |
| Abzweig geradeaus und von rechts | | Walsumbahn von Wesel                                                 | Walsumbahn von Wesel                                                 |
| Blockstelle | 1,400                                                                                                 | Oberhausen Hbf Obn (Bft)                                             | Oberhausen Hbf Obn (Bft)                                             |
| Brücke über Wasserlauf | | Rhein-Herne-Kanal                                                    | Rhein-Herne-Kanal                                                    |
| Kreuzung geradeaus unten und rechts | | Güterstrecke Oberhausen West – OB Walzwerk                           | Güterstrecke Oberhausen West – OB Walzwerk                           |
| Kreuzung geradeaus unten | | Güterstrecke OB Mathilde – Bottrop Süd                               | Güterstrecke OB Mathilde – Bottrop Süd                               |
| Kreuzung geradeaus unten und links | | Güterstrecke OB West/Mathilde–Essen-Altenessen                       | Güterstrecke OB West/Mathilde–Essen-Altenessen                       |
| Abzweig geradeaus und von rechts | | Güterstrecke von Oberhausen West                                     | Güterstrecke von Oberhausen West                                     |
| Bahnhof mit S-Bahn-Halt | -0,100                                                                                                | Oberhausen Hbf                                                       | Oberhausen Hbf                                                       |
| Abzweig geradeaus und nach rechts | | Strecke nach Duisburg-Ruhrort                                        | Strecke nach Duisburg-Ruhrort                                        |
| Abzweig geradeaus und nach links | | Strecke nach Mülheim-Styrum                                          | Strecke nach Mülheim-Styrum                                          |
| Strecke | | Stammstrecke nach Duisburg                                           | Stammstrecke nach Duisburg                                           |
| | |                                                                      |                                                                      |
| Quellen: | |                                                                      |                                                                      |

Die Bahnstrecke Oberhausen–Arnhem (auch Hollandstrecke genannt) ist eine zweigleisige, elektrifizierte Eisenbahnhauptstrecke am unteren Niederrhein von (Duisburg –) Oberhausen über Wesel, Emmerich und die deutsch-niederländische Grenze nach Arnhem (zu deutsch: Arnheim) (– Amsterdam). Sie zweigt in Oberhausen von der Bahnstrecke Duisburg–Dortmund ab, einem Teilstück der Stammstrecke der Köln-Mindener Eisenbahn-Gesellschaft (CME), und schließt in Arnheim an den so genannten Rhijnspoorweg nach Amsterdam an. Die Strecke ist international von hoher Bedeutung sowohl im Schienenpersonenfernverkehr als auch im Güterverkehr, sie ist Teil der Transeuropäischen Netze (TEN).
Der deutsche Teil der Strecke soll derzeit ausgebaut werden, um ein drittes Gleis zu verlegen sowie die Höchstgeschwindigkeit auf 200 km/h zu erhöhen; dies soll zum Teil im Rahmen der Generalsanierung umgesetzt werden. Von November 2024 bis Mitte 2026 wird die Strecke hierzu mehrmals teilweise gesperrt werden.

## Geschichte

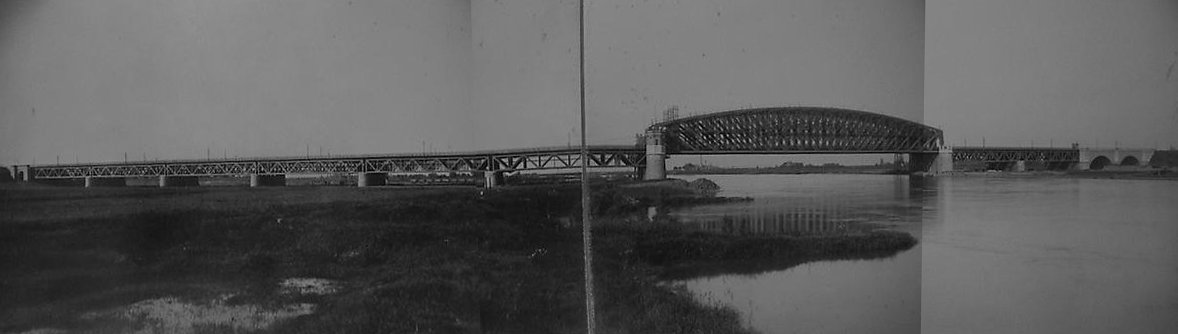
Brücke bei Westervoort über die IJssel in den Niederlanden, 1904

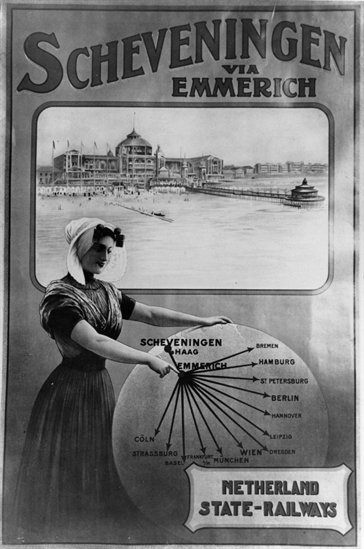
Alle Wege führen über Emmerich, Plakat aus den 1920er Jahren

Die ersten Entwürfe legte der Artillerieoffizier Bake im Auftrag des Amsterdamer Eisenbahnausschusses den Behörden in Köln und Berlin vor. Der Kölner Regierungspräsident Daniel Heinrich Delius unterstützte die Vorschläge. Ihm ist zu verdanken, dass die preußische Regierung unter gewissen Bedingungen dem Vorhaben zustimmte. Auch die niederländische Regierung reagierte sehr schnell. Sie beauftragte den Ingenieur Goudriaan mit der Erstellung eines Linienentwurfs.
Danach sollte die neue Eisenbahnstrecke von Amsterdam über Amersfoort, Isselburg, Hamminkeln, Wesel und Duisburg nach Köln führen, wobei große Städte wie Utrecht und Arnheim der Hochwassergefahr wegen nicht angebunden werden sollten. Die Stadt Emmerich erhob dagegen Einspruch. Weitere Schwierigkeiten entstanden, weil die „Nederlandse Rhijnspoorweg“ (NRS) inzwischen ihre Strecke von Amsterdam nach Utrecht (1843) und weiter nach Arnheim (1845) nicht in Normal-, sondern in Breitspur (1945 mm) gebaut hatte.
In den nächsten Jahren wurden Vorschläge eingereicht und abgelehnt und wieder neue vorgelegt, bis schließlich am 18. Juli 1851 „Der preußisch-niederländische Vertrag über den Bau der Eisenbahn Oberhausen – Wesel – Emmerich – Arnheim“ abgeschlossen wurde. Die Köln-Mindener Eisenbahn-Gesellschaft (CME) verpflichtete sich mit Vertrag vom 30. Dezember 1852 zum Bau und zum Betrieb der Bahn von Oberhausen bis zur Landesgrenze binnen drei Jahren ab Konzessionserteilung. Mit der Konzessions- und Bestätigungsurkunde vom 1. September 1853 betreffend die Anlage einer Zweigbahn von Oberhausen über Wesel und Emmerich bis zur niederländischen Grenze wurde dem Bau und Betrieb der Bahn die landesherrliche Konzession erteilt.
Die Linienführung wurde schließlich mit Verfügung des preußischen Ministers für Handel, Gewerbe und Öffentliche Arbeiten vom 4. Mai 1854 endgültig festgesetzt. Danach konnte die CME – ausgehend von ihrem Bahnhof Oberhausen an ihrer Stammstrecke – mit dem Bau des 61 Kilometer langen Streckenabschnittes nach Emmerich beginnen. Auch der 12 Kilometer lange Abschnitt bis zur Grenze und weiter nach Arnheim konnte bald in Angriff genommen werden, denn die „Nederlandse Rhijnspoorweg“ (NRS) hatte inzwischen die Strecke von Amsterdam nach Arnheim auf Normalspur umgestellt.
Bereits am 1. Juli 1856 wurde nach einer Bauzeit von nur zwei Jahren der Abschnitt Oberhausen–Dinslaken und am 20. Oktober 1856 die gesamte zweigleisige Strecke in Betrieb genommen. Am ersten Tag verkehrten vier Personenzüge und ein Güterzug, 1859 wurden bereits 300 Reisende pro Tag, 666 Zentner Frachtgut und zehn Stück Vieh transportiert.
Wesel bekam mit Rücksicht auf die militärischen Belange zunächst nur einen „Baracken-Bahnhof“, der 25 Jahre später durch ein Fachwerkgebäude ersetzt wurde.

### Der Eisenbahnknotenpunkt Wesel am Kriegsende

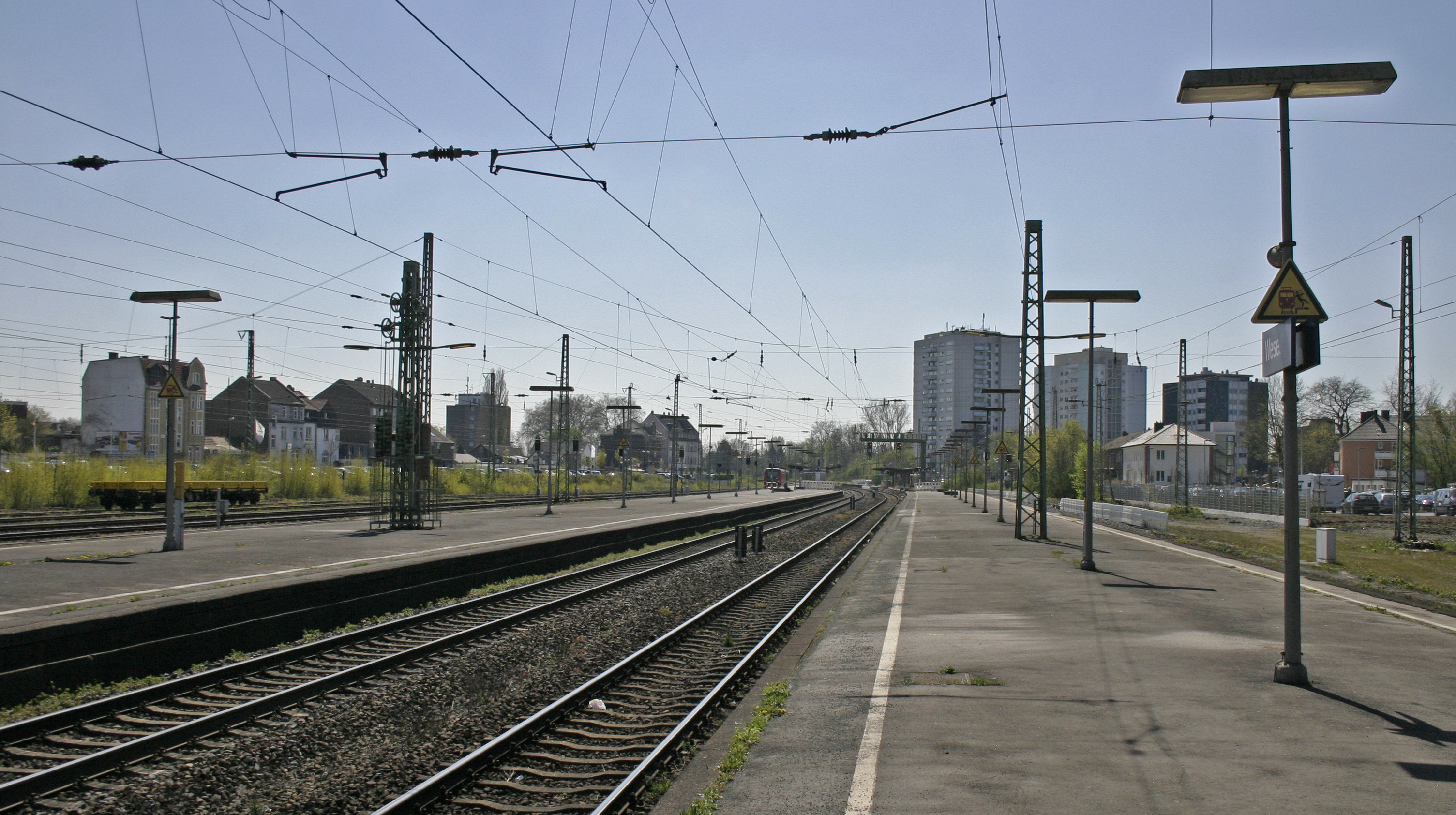
Bahnsteige am Bahnhof Wesel

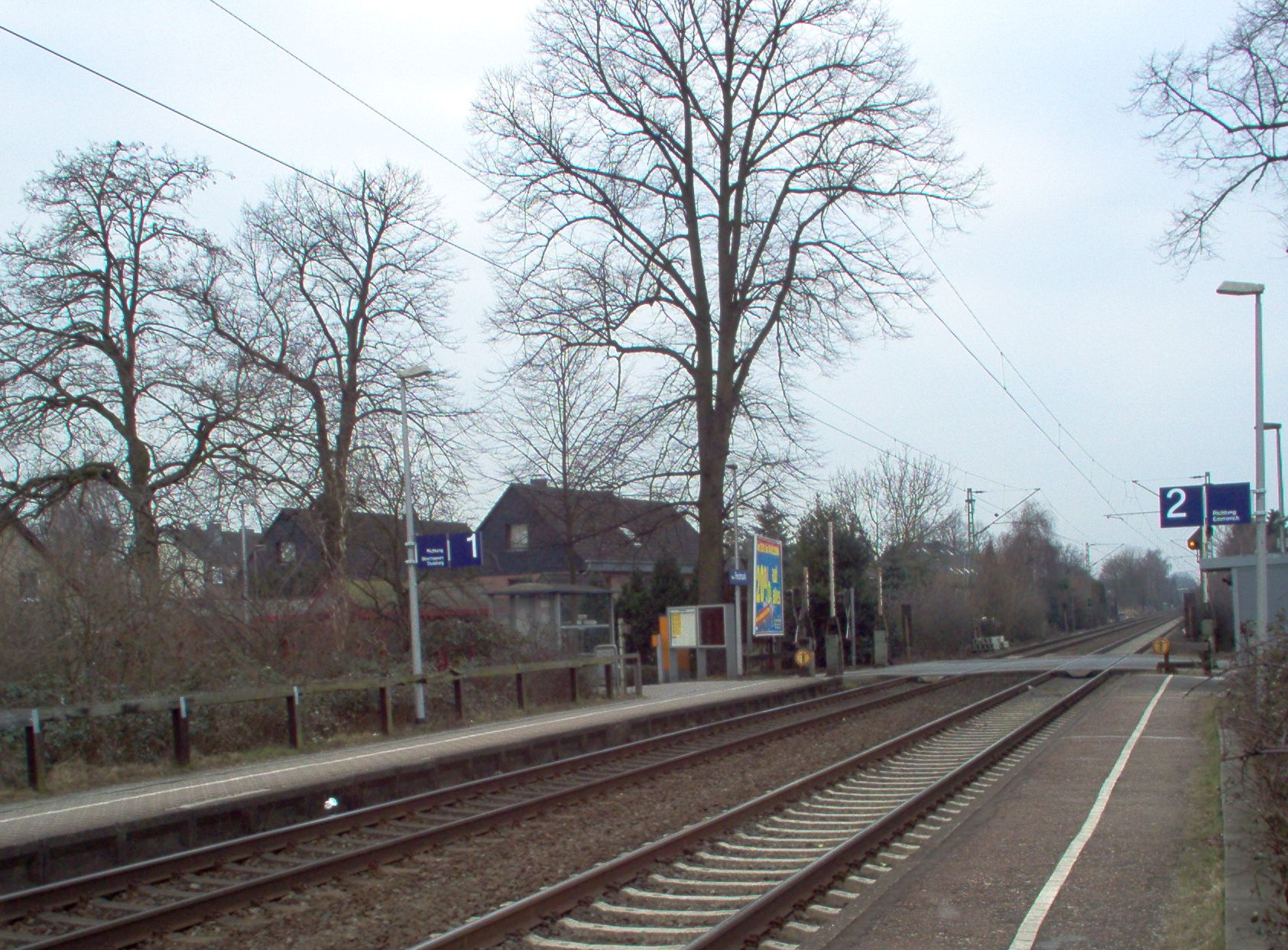
Haltepunkt Wesel-Feldmark

Bis zum Ende des Zweiten Weltkriegs war der Bahnhof Wesel der Eisenbahnknotenpunkt des Niederrheines. Seit ihrer Eröffnung im Jahr 1874 wurde die Hollandstrecke von der Bahnstrecke Haltern–Venlo (Teil der Hamburg-Venloer Bahn, CME) gekreuzt. Vier Jahre später wurden unabhängig voneinander die Bahnstrecke Wesel–Bocholt (ebenfalls CME) und die Boxteler Bahn eröffnet. 1912 folgte schließlich die Bahnstrecke über Walsum nach Oberhausen.
Alle Züge nach Venlo und Boxtel verkehrten über die fast zwei Kilometer lange Eisenbahnbrücke Wesel über den Rhein (bei Rheinkilometer 815), die zwischen 1872 und 1874 errichtet worden war.

### Wiederaufbau nach dem Zweiten Weltkrieg
Nach dem Zweiten Weltkrieg wurden die bei Kriegsende zerstörten Brücken über den Rhein-Herne-Kanal und die Emscher in Oberhausen sowie den Wesel-Datteln-Kanal und die Lippe in Wesel – zunächst provisorisch – wiederhergestellt. Bereits am 15. November 1945 war der rechte Niederrhein über die Bahnstrecke Oberhausen–Arnheim verkehrstechnisch wieder erschlossen. Schnell kam auch der Betrieb mit den Niederlanden wieder zustande. Die zerstörte Rheinbrücke wurde nicht wieder aufgebaut und damit das Ende der Boxteler Bahn und der Strecke nach Venlo besiegelt. Die größtenteils zerstörten Bahnhofsgebäude wurden zwischen 1952 und 1956 neu gebaut.
Im Jahre 1957, dem hundertjährigen Bestehen der Strecke, verkehrten zwei Trans-Europ-Express-, zwei Fernschnell-, acht Schnell- und zwölf Eilzüge.

### Elektrifizierung der Strecke
1964/66 wurde die gesamte zweigleisige Hauptstrecke elektrifiziert. Seitdem war Emmerich lange Zeit Systemwechselbahnhof. Hier mussten die elektrischen Lokomotiven gewechselt werden, weil die Bahnstrom- und Sicherungssysteme in Deutschland und den Niederlanden unterschiedlich sind und elektrische Triebzüge, die die Systemgrenzen überschreiten können, erst 2001 entwickelt und 2007 zugelassen wurden.
Im Oktober 2016 wurde der Umbau der Systemwechselstellen abgeschlossen und Emmerich ist nicht länger Systemwechselbahnhof zwischen dem deutschen und niederländischen Stromsystem. Seitdem wird der Abschnitt von Oberhausen bis zum Kilometer 67,186 mit dem deutschen Stromsystem (15 Kilovolt 16,7 Hertz Wechselspannung) versorgt. Zwischen Streckenkilometer 67,732 in Deutschland und 107,262 in den Niederlanden wird das Stromsystem der Betuweroute (25 Kilovolt 50 Hertz Wechselspannung) verwendet und ab 107,197 wird in Richtung Arnhem das niederländische Stromsystem mit 1500 Volt Gleichspannung verwendet.

### Entwicklungen des Zugangebots im Fernverkehr
Die Schnellzüge Amsterdam–Köln, die bis dahin in Emmerich, Empel, Wesel, Dinslaken und Oberhausen hielten, wurden im Juni 1991 durch EuroCity ersetzt, welche ohne Halt zwischen Emmerich und Oberhausen verkehrten. Diese wurden im November 2000 größtenteils durch den „ICE International“ von Amsterdam nach Köln abgelöst, einen modernen mehrsystemfähigen Hochgeschwindigkeits-Elektrotriebzug, der nunmehr auch in Emmerich keinen systembedingten Halt mehr einlegen muss.
Seit Dezember 2002 existiert über die Neubaustrecke Köln–Rhein/Main eine direkte Durchbindung nach Frankfurt am Main. Gleichzeitig wurden die beiden noch verbliebenen EuroCity-Züge ebenfalls durch Triebzüge ersetzt. Seitdem hielt nur noch ein Nachtreisezug in Emmerich und Wesel, seit Dezember 2005 nur noch in Emmerich. Dieser ist im Dezember 2015 ebenfalls entfallen.

### Fertigstellung der Neubaustrecke „Betuweroute“
Auf niederländischer Seite wurde am 16. Juni 2007 die Betuweroute offiziell in Betrieb genommen. Die neue Güterzugstrecke führt vom Hafen Rotterdam Richtung Ruhrgebiet und Süddeutschland. In Zevenaar (NL) stößt der neue Abschnitt auf die Bestandsstrecke.

## Bedienungsangebot

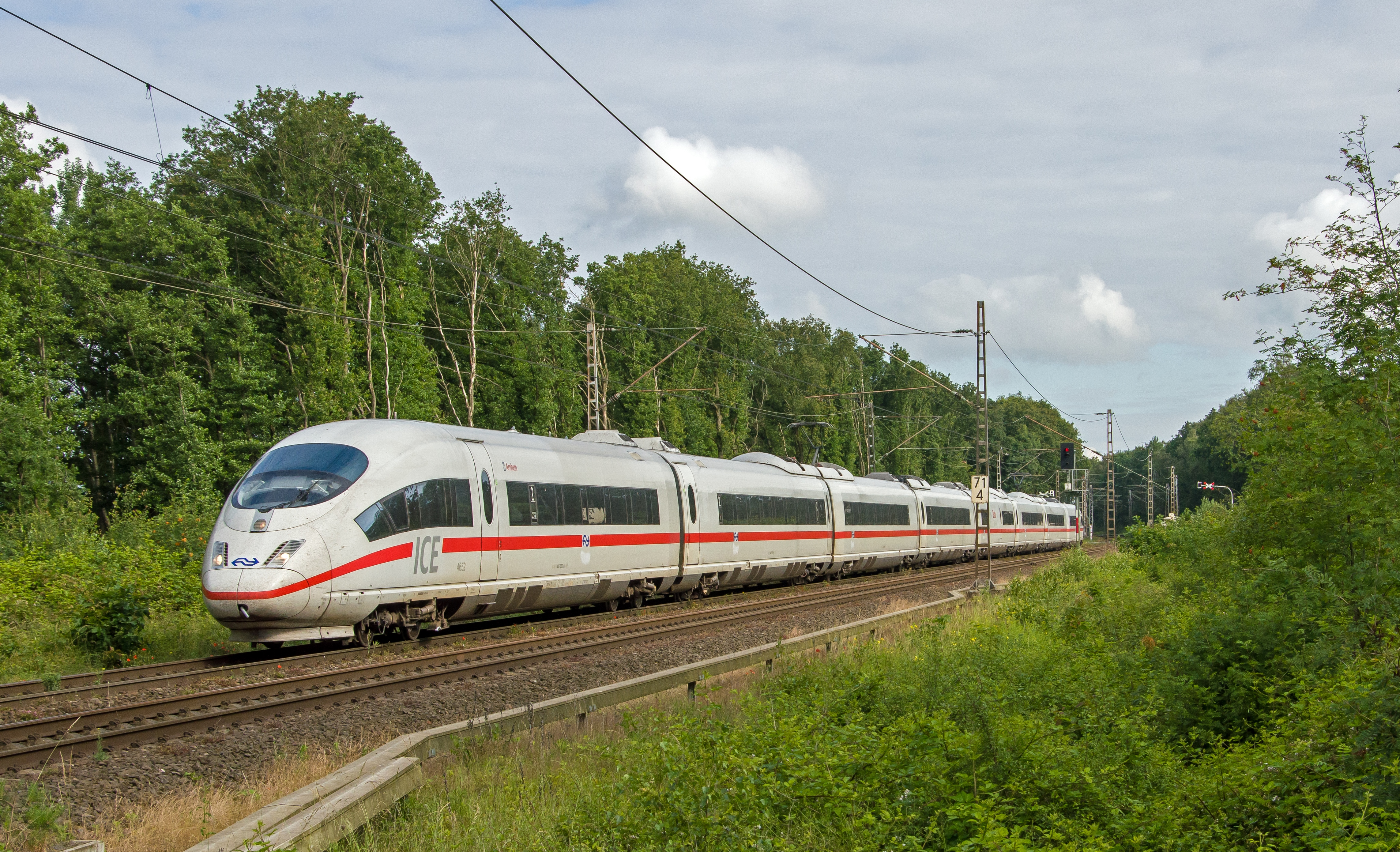
DB-Baureihe 406 als ICE International

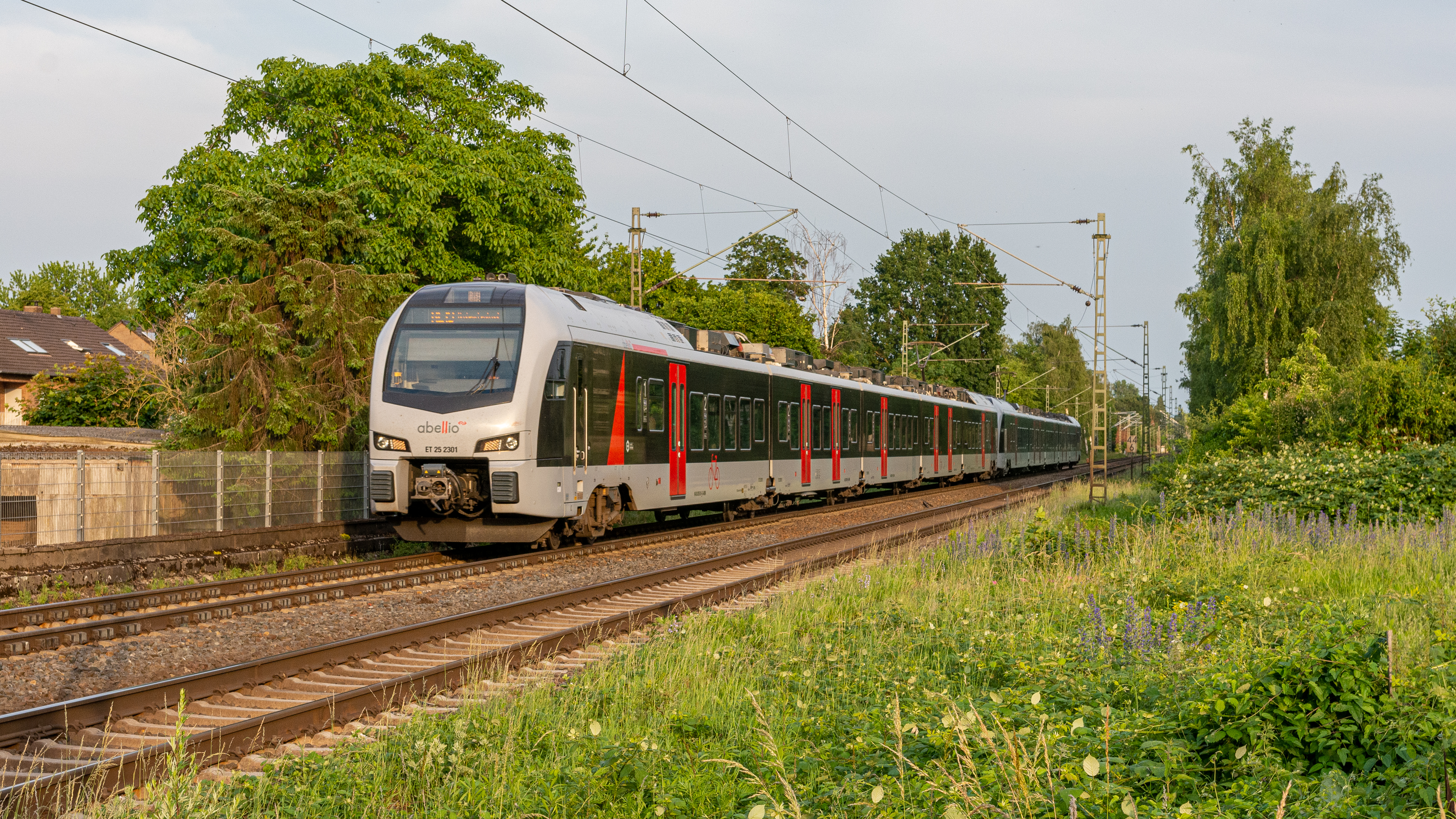
Rhein-IJssel-Express unterwegs bei Haldern

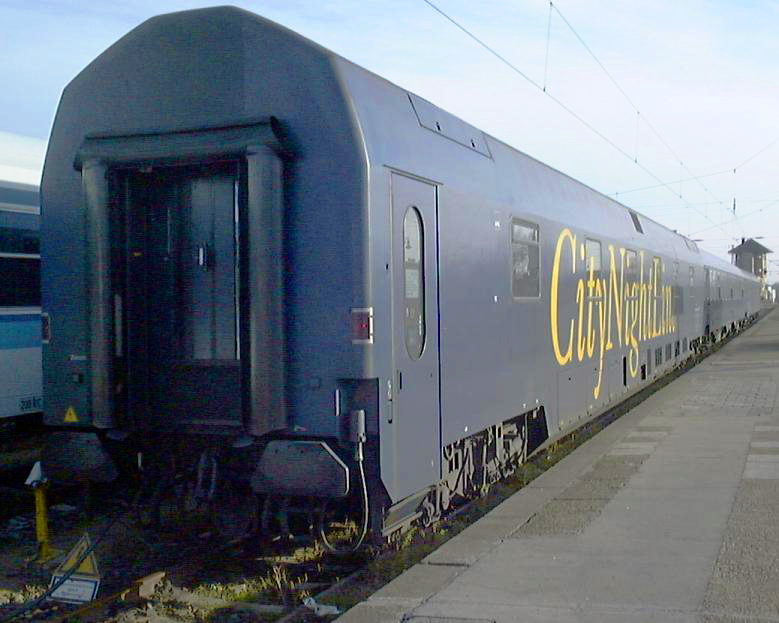
Schlafwagen für die Nachtreisezüge der CityNightLine

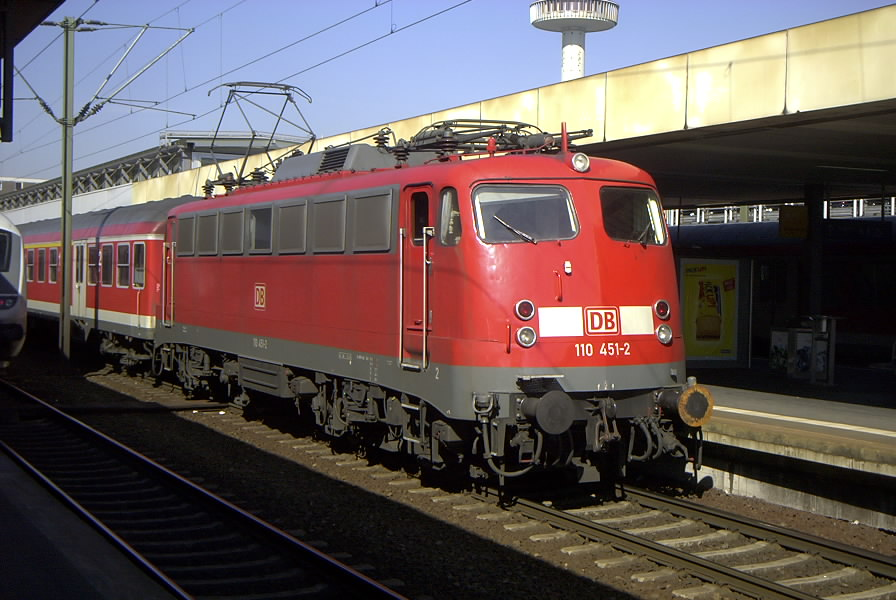
DB-Baureihe 110 für RB 35 „Der Weseler“

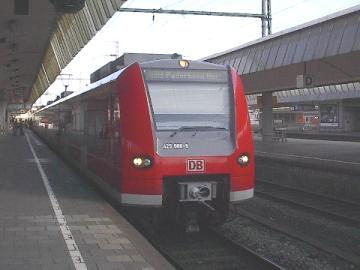
DB-Baureihe 425/426 für RB 33 Rhein-Niers-Bahn

Die Hollandstrecke wird im Schienenpersonenfernverkehr täglich alle zwei Stunden vom ICE International Amsterdam – Utrecht – Arnhem – Oberhausen – Duisburg – Düsseldorf – Köln – Frankfurt (Main) bzw. Basel SBB (Kursbuchstrecke 41) bedient.
Bis Dezember 2016 verkehrten die beiden Nachtreisezüge Pegasus Amsterdam – Karlsruhe – Zürich (Kursbuchstrecke N 6) und Pollux Amsterdam – München (Kursbuchstrecke N 7) der CityNightLine vereinigt über die Strecke. Bis Dezember 2015 hielten diese Züge auch in Emmerich. Im Jahr 2021 wurde das Nachtzugangebot auf der Strecke durch die ÖBB-Nightjet-Linien Amsterdam–Wien, Amsterdam–Innsbruck und Amsterdam–Zürich wieder aufgenommen.
Im Personennahverkehr verkehren jeweils im Stundentakt:
- der RE 5 „Rhein-Express“: Wesel – Duisburg – Köln – Koblenz,
- der RE 19 „Rhein-IJssel-Express“: Arnhem – Emmerich –/ Bocholt – Hamminkeln – Wesel – Oberhausen – Duisburg – Düsseldorf,
- der RE 49 „Wupper-Lippe-Express“: Wesel – Oberhausen – Mülheim (Ruhr) – Essen – Wuppertal,
- auf dem niederländischen Abschnitt Arnhem – Zevenaar der Stoptrein Arnhem – Winterswijk (halbstündlich, betrieben von Arriva Personenvervoer Nederland) sowie der Stoptrein Arnhem – Doetinchem (halbstündlich, betrieben von Hermes unter dem Namen Breng direct).

In Wesel ist die Bahnstrecke Wesel–Bocholt an die Bahnstrecke Oberhausen–Arnheim angebunden, auf der der RE 19a „Der Bocholter“ bis zum 31. Januar 2022 verkehrte. Seit dem 1. Februar 2022 wird der RE 19 in Wesel geflügelt. Ein Zugteil fährt nach Bocholt, der andere Zugteil nach Arnhem. Verstärkerzüge werden zudem auf dem Ast nach Emmerich eingesetzt.
Der Schienenpersonennahverkehr wird im deutschen Bereich von National Express, DB Regio sowie VIAS Rail durchgeführt, dazu werden eingesetzt:
- für den RE 5 Triebzüge vom Typ Desiro HC von Siemens (Baureihe 462) für Geschwindigkeiten bis zu 160 km/h,
- für den RE 19 Elektrotriebwagen der Baureihe 1429 für Geschwindigkeiten bis zu 160 km/h,
- für den RE 49 Elektrotriebwagen der Baureihe 3429 für Geschwindigkeiten bis zu 160 km/h.

Der Personennahverkehr auf dem niederländischen Abschnitt wurde bis Ende 2012 von Syntus durchgeführt, seitdem von Arriva Personenvervoer Nederland und Hermes.
Ein grenzüberschreitender Nahverkehr wurde lange Zeit nicht angeboten. 2006 verkehrte für kurze Zeit versuchsweise die Regionalbahn Emmerich–Arnhem (RB 34 „Der Arnheimer“). Zum Fahrplanwechsel im Dezember 2016 wurde der RE 5 von Emmerich bis Wesel verkürzt. Im Gegenzug wurde die damalige RB 35 von Abellio Rail NRW übernommen und verkehrt seitdem als RE 19 stündlich zwischen Emmerich und Düsseldorf. Ab dem 6. April 2017 wurde der Zuglauf über die Grenze bis nach Arnhem verlängert.
Neben dem Personenverkehr hat die Hollandstrecke ein sehr hohes Güterverkehrsaufkommen.

### Auslastung (2005)
Die Auslastung der Strecke betrug im Jahr 2005 – bedingt durch die Einführung des Integralen Taktfahrplans (ITF) 1998, die Ende 2002 erfolgte Aufstockung und weitere Verbesserung des Angebots im Schienenpersonennahverkehr (SPNV), den Schienenpersonenfernverkehr (SPFV) sowie die Erhöhung des Güterverkehrsaufkommens (SGV) – sechs bis acht Züge pro Stunde (beide Richtungen zusammen). Im Einzelnen verkehrten werktäglich 104 Züge des Regionalverkehrs, 16 Züge des Fernverkehrs und 60 Güterzüge.

## Dreigleisiger Streckenausbau
Im Jahr 1992 schlossen Deutschland und die Niederlande die Vereinbarung von Warnemünde, um die Verbesserung der grenzüberschreitenden Schieneninfrastruktur zwischen den Niederlanden und Deutschland zu regeln. Hinsichtlich der Bahnstrecke Oberhausen–Arnhem wurde auf deutscher Seite ein dreigleisiger Ausbau zwischen Wesel und Oberhausen sowie eine Geschwindigkeitserhöhung auf 200 km/h vereinbart, um eine ausreichende Kapazität für Güterzüge von der Betuweroute bereitzustellen und den Hochgeschwindigkeitsverkehr auf der Relation Amsterdam–Köln zu beschleunigen.

### Machbarkeitsstudie (1999)
Die Gefahr bestand, dass der Öffentliche Personennahverkehr (ÖPNV) durch die dichte Zugfolge im Schienengüterverkehr und die hohen Geschwindigkeiten im Schienenpersonenfernverkehr erheblich beeinträchtigt, wenn nicht gar unmöglich gemacht wird. Deshalb ließ die Euregio Rhein-Waal auf Veranlassung aller Anliegergemeinden, der beiden Niederrhein-Kreise und des Aufgabenträgers für den Schienenpersonennahverkehr, des Nahverkehrs-Zweckverbands Niederrhein eine Machbarkeitsstudie erstellen.
Es sollte untersucht werden,
- ob die erforderliche Anbindung der Region im Schienengüternah- und -fernverkehr auch nach Inbetriebnahme der Betuweroute und der Hochgeschwindigkeitsverkehre im Personenverkehr sichergestellt,
- ob eine verbesserte und vertaktete Anbindung der Region im Schienenpersonennah- und regionalverkehr gewährleistet,
- ob ein stadt- und umweltverträglicher Betrieb möglich ist.

Diese Studie wurde im Februar 1999 allen von der Maßnahme betroffenen Gemeinden, den beiden Niederrhein-Kreisen Kleve und Wesel sowie dem Nahverkehrs-Zweckverband Niederrhein im Beisein von Vertretern der Deutschen Bahn vorgestellt.
Entgegen dem Vertrag von Warnemünde zeigte die Studie auf, dass ein sehr viel weitergehender Ausbau der rechtsrheinischen Schienenstrecke erforderlich war. In weiten Bereichen muss ein drei-, in einem Abschnitt sogar ein darüber hinausgehender vier- bzw. fünfgleisiger Ausbau erfolgen.

### Bundesverkehrswegeplan
Die Bahnstrecke Oberhausen–Arnheim wird geführt im
- Bundesverkehrswegeplan vom 2. Juli 2003 unter „Neue Vorhaben des VB Schiene“ mit der Bezeichnung „ABS (Amsterdam–) Grenze D/NL Emmerich–Oberhausen, Kapazitätserhöhung und dreigleisiger Ausbau“ und unter „Internationale Projekte Schiene“ mit „ABS Grenze D/NL –Emmerich–Oberhausen, Erhöhung der Geschwindigkeit auf Vmax=200 km/h entsprechend dem Ausbau der HSL-Ost in NL“
- Bundesschienenwegeausbaugesetz vom 27. April 2005 unter „Neue Vorhaben“ mit der Bezeichnung „ABS (Amsterdam–) Grenze D/NL–Emmerich–Oberhausen (1. Baustufe)“ und unter „Internationale Projekte“ mit „ABS Grenze D/NL–Emmerich–Oberhausen (2. Baustufe)“ sowie
- „Investitionsrahmenplan bis 2010 für die Verkehrsinfrastruktur des Bundes (IRP)“ unter „Neue Vorhaben des Vordringlichen Bedarfs Schiene“ unter „Nr. 4 ABS (Amsterdam–) Grenze D/NL–Emmerich–Oberhausen (1. Baustufe)“ mit „3-gleisigem Ausbau, Knoten Oberhausen“

Die Gesamtkosten wurden im Jahr 2002 mit mehr als 900 Millionen Euro angegeben. Das Land Nordrhein-Westfalen trägt dabei 36 Prozent der Kosten. Um 2006 wurde ebenfalls mit Gesamtkosten im Umfang von rund 900 Millionen Euro kalkuliert. Das Land Nordrhein-Westfalen sollte demnach ein Drittel der Kosten tragen. 2006 war der Umbau des Knotens Oberhausen (55 Millionen Euro) bereits abgeschlossen. Der Bau eines Elektronischen Stellwerks in Oberhausen (86,5 Millionen Euro) war beauftragt. Durch eine Verdichtung von Blockabschnitten soll dies zur Erhöhung der Streckenleistungsfähigkeit beitragen.
Am 16. Juni 2007 wurde die Betuweroute in den Niederlanden eröffnet. Im Juni 2006 wurde eine erste Planungsvereinbarung im Umfang von 8,2 Millionen Euro geschlossen. Sie umfasst sowohl die Vorplanung für den dreigleisigen Ausbau als auch Lärmschutzmaßnahmen. Ende Dezember 2006 wurde eine Umweltverträglichkeitsstudie sowie die landschaftspflegerische Begleitplanung ausgeschrieben. Die weitere Planung bis zur Fertigstellung, im Umfang von rund 20 Millionen Euro, soll nach Bahnangaben „zeitnah“ erfolgen.
Anfang 2010 veröffentlichte das Verkehrsministerium eine Liste mit Bahnprojekten, die zu dem Zeitpunkt noch nicht finanziert waren. Auf dieser Liste fand sich unter anderem der Ausbau der Strecke Emmerich–Oberhausen, „für welche noch Finanzierungsvereinbarungen abgeschlossen werden müssen“. Im ersten Quartal 2011 sollten Ergebnisse über die Finanzierung der Betuweroute vorliegen, dennoch war es unklar, wann mit Fertigstellung des Ausbaus gerechnet werden durfte. Es wurde mit einem Baubeginn 2014 gerechnet. Anfang September 2011 teilte Bahnchef Grube mit, der Termin 2015 für das dritte Gleis und den Lärmschutz zwischen Emmerich und Oberhausen sei nicht zu halten, weil alle Genehmigungsverfahren zum Lärmschutz neu aufgerollt werden mussten.
Am 24. Juli 2013 unterzeichneten der Bund, das Land Nordrhein-Westfalen und Deutsche Bahn die Finanzierungsverträge für den Abschnitt von Oberhausen bis zur deutsch-niederländischen Grenze. Dies schließt den dreigleisigen Ausbau, Ersatz von Bahnübergängen, Einrichtung von ETCS und Lärmschutzmaßnahmen mit ein. Die Investitionssumme wurde nun auf 2,0 Milliarden Euro geschätzt. Im Juli 2014 wurde der dreigleisige Ausbau der Strecke, mit einem 3 Kilometer langen viergleisigen Abschnitt, europaweit ausgeschrieben. Das Vergabeverfahren sollte am 1. September 2014 beginnen, der zu vergebende Vertrag von März 2015 bis Ende März 2022 laufen. Im Rahmen des Streckenausbaus sollten in Bahnhöfen neue Überholmöglichkeiten entstehen und Bahnübergänge beseitigt werden. Der zweigleisige Ausbau und die höhenfreie Ausfädelung aus der bestehenden Strecke 2206 nach Gelsenkirchen-Bickern zwischen dem Abzweig Oberhausen-Grafenbusch und dem Ende des Bahnhofs Oberhausen-Sterkrade war ebenfalls Bestandteil des Vorhabens. In der Bevölkerung war die Streckenführung und der -ausbau insbesondere wegen der befürchteten Lärmbelastung und der angeblich unzureichenden Lärmschutzmaßnahmen sowie allgemeiner Sicherheitsbedenken (z. B. Gefahrgutzüge durch Wohngebiete) durchaus umstritten.
Im Januar 2017 begann der erste Abschnitt des Ausbaus der Strecke. Zu diesem Zeitpunkt war nur eines von zwölf Planfeststellungsverfahren abgeschlossen. Die Niederlande kritisierten mehr als 10 Jahre nach Fertigstellung des niederländischen Streckenteils in einem Mahnbrief an das Bundesverkehrsministerium und an Nordrhein-Westfalen, „dass es seit Jahren keine signifikanten Fortschritte gebe“ auf deutscher Seite.
Seit dem 1. November 2024 läuft die Hauptbauphase. Seitdem ist zwischen Friedrichsfeld und Wesel nur ein Gleis in Betrieb, da im Bereich Friedrichsfeld der Bahndamm um mehrere Meter angehoben werden muss, um die Brücke über den Wesel-Datteln-Kanal für den Schiffverkehr zu erhöhen. Südlich des eingleisigen Abschnitts wurde der provisorische Bahnhof Friedrichsfeld (Niederrhein) gebaut, der den etwa einen Kilometer weiter nördlich gelegenen Haltepunkt vorübergehend ersetzt. In dem Bahnhof wenden während der Bauarbeiten aus südlicher Richtung die meisten Nahverkehrszüge. Nur der Fernverkehr, ein Nahverkehrszug pro Stunde und Güterverkehr befahren weiterhin den eingleisigen Abschnitt.

### Generalsanierung
Der Korridor Oberhausen–Emmerich ist als eines der ersten Projekte des Programms Generalsanierung Hochleistungsnetz vorgesehen. Dabei sollen neben der Sanierung auch der Ausbau der Strecke fortgesetzt werden. Im Dezember 2023 gab die DB bekannt, die Generalsanierung vom 15. Februar bis 13. Dezember 2025 durchzuführen. Da das internationale Güterzugaufkommen auf der Betuweroute sich nicht vollständig auf andere Strecken verlagern lässt, werden monatelange Vollsperrungen anders als bei anderen Generalsanierungen der Deutschen Bahn vermieden. Für den dreigleisigen Ausbau werden auch nach Abschluss der Generalsanierung weitere Arbeiten an der Strecke erforderlich sein.